# Stenia marialis
Stenia marialis là một loài bướm đêm trong họ Crambidae.